# Kompliment
Kompliment ve smyslu lichotky nebo poklony je dobromyslné a přátelské vyjádření jiné osobě, jímž ten, kdo jej vyjadřuje, vyzdvihuje něco, co se mu na dané osobě obzvlášť líbí nebo co na ní pozitivně oceňuje. Může přitom jít o osobní vlastnosti, výkony nebo vnější znaky, jako např. vkusné oblečení či přitažlivý tělesný vzhled.
Kompliment může být i formou „lísání se“, kterého cílem je pozitivními poznámkami vzbudit přízeň dané osoby. Při skládání takového komplimentu si je třeba dát zvláštní pozor na to, aby kompliment nevyzněl dvojsmyslně nebo neupřímně (např. To se Vám výjimečně podařilo!).
Očekávaná reakce na kompliment je v rozličných kulturách odlišná.

## Příklady jednoduchých komplimentů
- Všechna čest!
- Skládám vám kompliment.
- Sluší ti to.